# Орден Заслуг Княжества Лихтенштейн

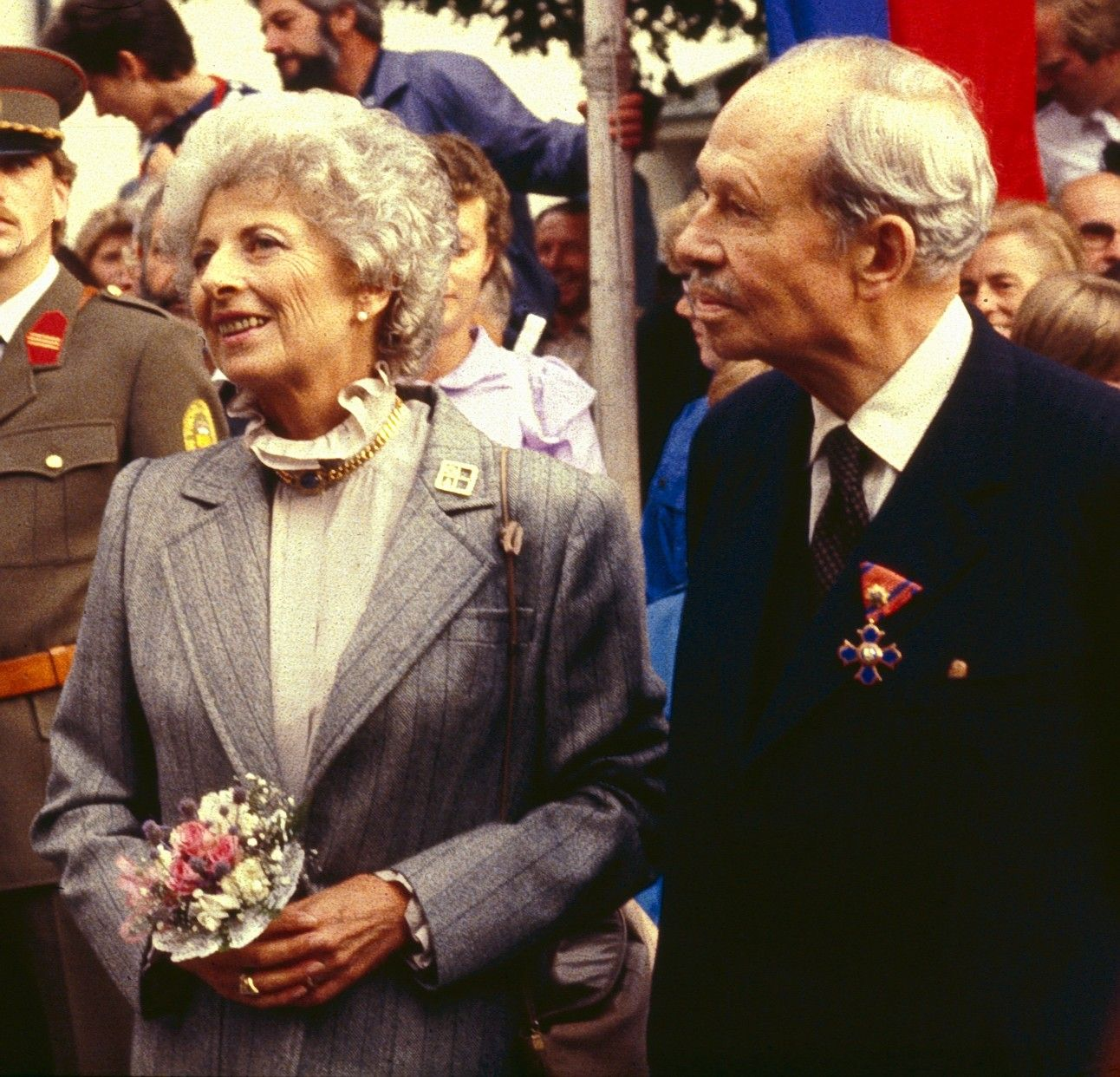
Князь Франц Иосиф II (с миниатюрой высшего класса ордена) с супругой

Орден Заслуг Княжества Лихтенштейн (нем. Fürstlich Liechtensteinischer Verdienstorden) — государственная награда княжества Лихтенштейн. Орденом награждаются за заслуги перед Княжеством Лихтенштейн. Учредил орден князь Франц I 22 июля 1937 года.

## Классы ордена
Орден делится на шесть классов и две медали:
- Большая звезда ордена Заслуг Княжества Лихтенштейн
- Большой крест ордена Заслуг Княжества Лихтенштейн с алмазами (с 30 сентября 1960 с бриллиантами)
- Большой крест ордена Заслуг Княжества Лихтенштейн
- Командорский крест ордена Заслуг Княжества Лихтенштейн со звездой
- Командорский крест ордена Заслуг Княжества Лихтенштейн
- Рыцарский крест ордена Заслуг Княжества Лихтенштейн
- Золотая медаль ордена Заслуг Княжества Лихтенштейн
- Серебряная медаль ордена Заслуг Княжества Лихтенштейн

## Кавалеры ордена
- Вольфганг Шюссель, Большой крест
- Йозеф Хооп, Большой крест
- Герард Батлинер, Большой крест
- Алоиз Мок, Большой крест
- Херберт Шамбек, Большой крест